# Flowing Tears
Flowing Tears foi uma banda de metal gótico da Alemanha, formada em 1996. Com um som sombrio aliado as vozes graves das vocalistas, a banda já gravou seis álbuns de estúdio e entrou em turnês com diversas bandas importantes. Seu nome original era Flowing Tears and Withered Flowers.

## Biografia

### 1996 – 1999
Em 1996 nasce a banda Flowing Tears & Withering Flowers. Depois de duas fitas demo e logo após assinar um contrato com a gravadora italiana Seven Art Music, a banda entrou em estúdio para gravar o que tornaria-se o primeiro álbum "Swansongs". Com influências de Doom metal, o primeiro disco contava com os vocais masculinos de Manfred Bersin.
Mais tarde, após alguns shows ao vivo, os membros da banda perceberam que não era esse tipo de música que gostariam de fazer. Queriam algo mais melódico. Foi assim que a vocalista Stefanie Duchene entrou na banda.
Em 1997, entraram em turnê com a banda norueguesa The 3rd and the Mortal, tocando uma mistura das músicas do primeiro álbum com canções não acabadas que integravam a voz de Stefanie. Logo após a turnê, começaram a escrever novas canções e em Outubro de 1997 entraram em estúdio para gravar "Joy Parade". Tendo um bom tempo para a gravação, exploraram novos elementos, fazendo a banda renascer.
Após o lançamento do segundo álbum, em 1998, um grande número de show ao vivo foram apresentados, fazendo com que a banda fosse se tornasse cada vez mais uma experiente. No ginal do ano, o Flowing Tears & Withering Flowers, abandonou a gravadora e gravou um EP auto-lançado intitulado "Swallow".

### Jade
Após alguns meses de negociações com diferentes gravadoras, assinaram um contrato com a Century Media Records, e entraram em estúdio com o produtor Waldemar Sorychta. Foi a primeira vez que um álbum foi gravado longe da cidade natal e a banda teve que viver junta em um pequeno apartamento. O inenso período de gravações nos estúdios Woodhouse preparouos membros da banda para as próximas turnês e os fez aprender a trabalhar de maneira profissional.
Em Fevereiro de 2000 o álbum Jade foi lançado. A banda, agora chamada somente de Flowing Tears, entrou em turnê com as veteranas My Dying Bride e The Gathering, seguido de quatro semanas  com uma turnê européia com as bandas Therion e Voivod. As turnês proporionaram ótimas experiências para a banda, pois foi a partir delas que conheceram vários países.Logo estavam tocando em festivais como o "Summer Breeze" e "Wave Gotik Treffen".

### Serpentine
2001 foi um intenso ano de produção de músicas do quarto álbum e de mudanças na formação da banda. O vocalista e guitarrista Manfred Bersin, baterista Eric Manfred e o tecladista Mike Voltz deixam a banda devido a problemas pessoas. Stefan Gemballa assumiu a bateria e foi o único novo membro nesse período.
Agora com quatro membros, a banda volta aos estúdios Woodhouse com o produtor Waldemar e em 2002 é lançado o álbum Serpentine. Entrando em mais turnês européis com Tiamat e Moonspell, o Flowing Tears passa em um grande número de países e toca em vários Festivais, conseguindo mais sucesso. O ano acaba com a saída da vocalista Stefanie. Ela queria focar mais na sua vida privada e as turnês e os períodos de gravação se tornaram demasiados.

### Razorbliss
Após alguns meses de uma intensa busca por uma nova vocalista e inúmeras audições, Helen Vogt se tornou a nova voz de Flowing Tears. Os membros tiveram a sorte de encontrar uma vocalista com uma voz não muito diferente da de Stefanie. Assim como a antiga vocalista, Helen é uma contralto bastante grave.  O entusiaso de ter uma nova vocalista fez os membros produzirem logo canções mais diretas e pesadas. Em 2003, o mais pesado álbum da banda, Razorbliss, já estava gravado. Um tempo depois de deixarem os estúdios, a banda abre um show de Halloween para a banda My Dying Bride e toca em alguns festivais, apresentando a nova vocalista aos fãs.
Em Março de 2004 o álbum Razorbliss é lançado, e logo após uma semana a banda entra em turnê com o The Gathering, tocando as novas canções e as antigas músicas em versões diferentes. Mas foi na turnê com o After Forever que a banda mostrou seu lado mais pesado, com as canções do Razorbliss. As turnês foram intensas, passando por Portugal, Alemanha e Suíça e festivais como o Wave Gotik Treffen e Rock Festival.
Após um movimentado ano, a banda decidiu fazer uma pausa de dois anos para conhecer novas experiências e conseguir inspiração.

### 2007 – 2009
Em 2007 o Flowing Tears recomeça a trabalhar como uma banda, e assina um contrato com agravadora Ascendance Records. Foram para os estúdios para trabalhar com as músicas gravadas ao vivo do show em Passionskirche, Berlin. O projeto de fazer um álbum ao vivo com as músicas em versões acústica já existia desde 2004. E logo o álbum Invanity - Live In Berlin é lançado. Entre as faixas próprias no disco, havia o cover da música  “The Weeping Song” de Nick Cave, no qual o vocalista da banda Tiamat Johan Edlund participa nos vocais.
A banda logo retorna para os palcos e toca no festival Belgium’s Metal Female Voices.
Em 2008 é lançado o sexto álbum de estúdio da banda, Thy Kingdom Gone. Em 2014, Helen Vogt confirmou em suas redes sociais que esse álbum seria o último da banda e que eles haviam encerrado suas atividades.

## Integrantes
A banda já contou com muitos membros sendo três vocalistas, três guitarristas, dois baixistas, três bateristas, três tecladistas e um programador. Nenhum dos fundadores continua na banda.
| Função        | 1995            | 1996            | 1998 - 1999      | 2000             | 2002             | 2004 - 2007     | 2008 - 2009     |
| ------------- | --------------- | --------------- | ---------------- | ---------------- | ---------------- | --------------- | --------------- |
| Vocalista 1   |                 |                 | Stefanie Duchêne | Stefanie Duchêne | Stefanie Duchêne | Helen Vogt      | Helen Vogt      |
| Vocalista 2   | Manfred Bersin  | Manfred Bersin  |                  |                  |                  |                 |                 |
| Guitarrista 1 | Björn Lorson    | Benjamin Buss   | Benjamin Buss    | Benjamin Buss    | Benjamin Buss    | Benjamin Buss   | Benjamin Buss   |
| Guitarrista 2 |                 |                 | Manfred Bersin   | Manfred Bersin   |                  |                 |                 |
| Baixista      | Frédéric Lesny  | Frédéric Lesny  | Frédéric Lesny   | Frédéric Lesny   | Frédéric Lesny   | Frédéric Lesny  | David Vogt      |
| Baterista     | Cristian Zimmer | Cristian Zimmer | Eric Hilt        | Eric Hilt        | Stefen Gemballa  | Stefen Gemballa | Stefen Gemballa |
| Tecladista    | Lena Fischer    | Benjamin Buss   | Benjamin Buss    | Mike Voltz       |                  |                 | Benjamin Buss   |
| Programador   |                 |                 |                  |                  | Benjamin Buss    | Benjamin Buss   | Benjamin Buss   |

## Discografia

### Álbuns de estúdio
- Swansongs (1996)
- Joy Parade (1998)
- Jade (2000)
- Serpentine (2002)
- Razorbliss (2004)
- Thy Kingdom Gone (2008)

### Álbuns ao vivo
- Invanity - Live In Berlin (2007)

### Demos e EP
- Bijou (1995)
- Swallow (1999)